# St. Wolfgang (Altenbuch)

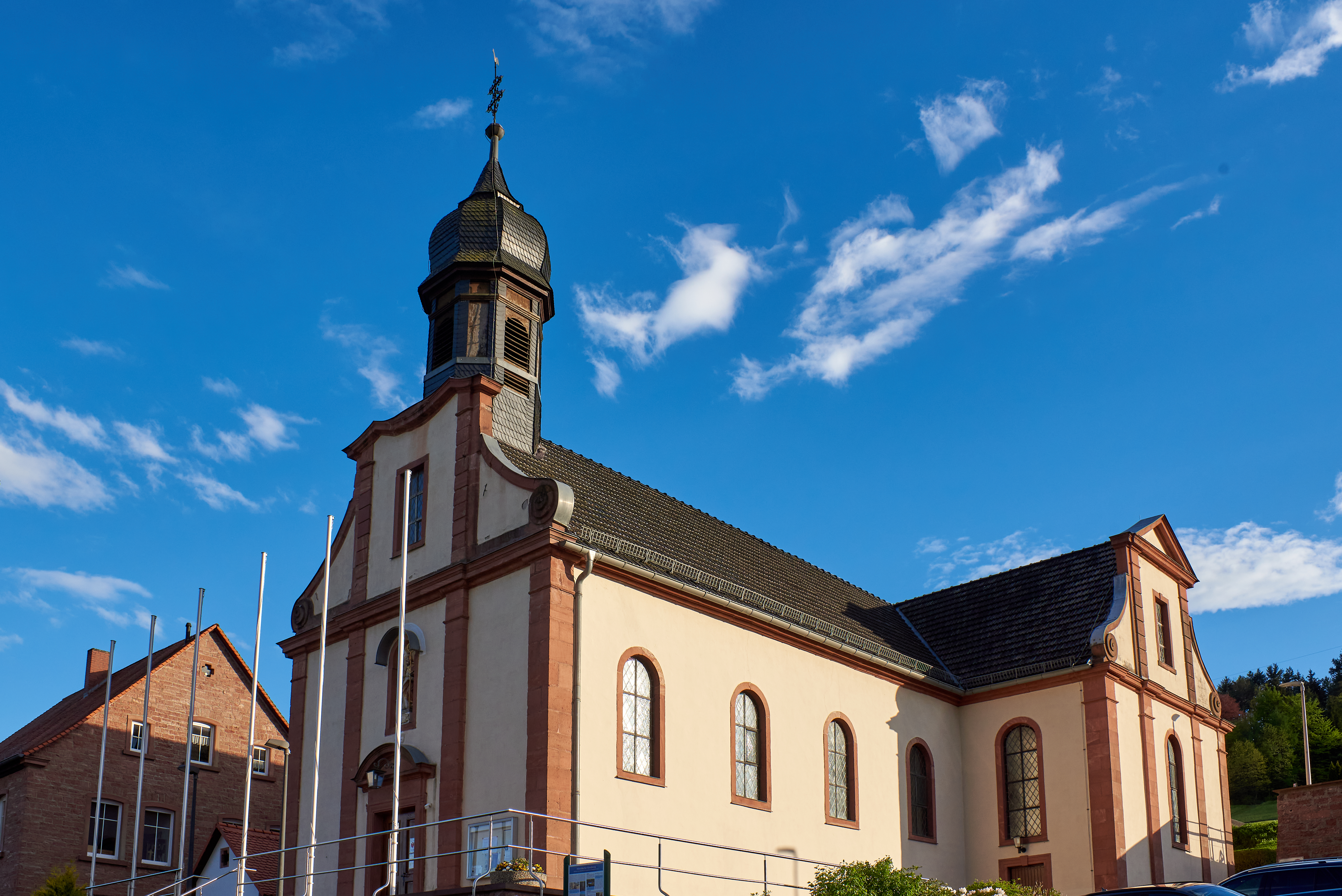
St. Wolfgang (Altenbuch)

Die römisch-katholische, denkmalgeschützte Pfarrkirche St. Wolfgang steht in der Gemeinde Altenbuch im Landkreis Miltenberg (Unterfranken, Bayern). Das Bauwerk ist unter der Denkmalnummer D-6-76-111-3 als Baudenkmal in die Bayerische Denkmalliste eingetragen. Die Pfarrei gehört zur Pfarreiengemeinschaft Faulbachtal (Faulbach) im Dekanat Miltenberg des Bistums Würzburg. Kirchenpatron ist Wolfgang von Regensburg:

## Beschreibung
Vorgängerbau der heutigen Kreuzkirche war eine kleine Kapelle. Diese wurde 1770 durch eine barocke Saalkirche ersetzt. 1824 war die Kirche für die anwachsende Gemeinde bereits zu klein geworden, und sie wurde durch Emporen erweitert. 1897 wandelte man sie schließlich durch den Anbau eines Querschiffes in eine Kreuzkirche um. Der eingezogene, dreiseitig abgeschlossene Chor im Südwesten musste deshalb erneuert werden. Die verputzte Fassade im Nordosten ist mit Ecksteinen und Lisenen aus Sandstein versehen und mit einem Volutengiebel bedeckt. Aus dem Satteldach des Kirchenschiffs erhebt sich hinter der Fassade ein schiefergedeckter, achteckiger, von einer Zwiebelhaube bekrönter Dachreiter, der hinter den Klangarkaden den Glockenstuhl beherbergt, in dem vier von der Glockengießerei Otto gegossene Kirchenglocken untergebracht sind. Den Hochaltar von 1903 ist ein Werk Franz Wilhelm Drieslers.
Die erste Orgel wurde 1789 aufgestellt und 1878 ersetzt. Die jetzige Orgel stammt von 1924.